# Filament galactique

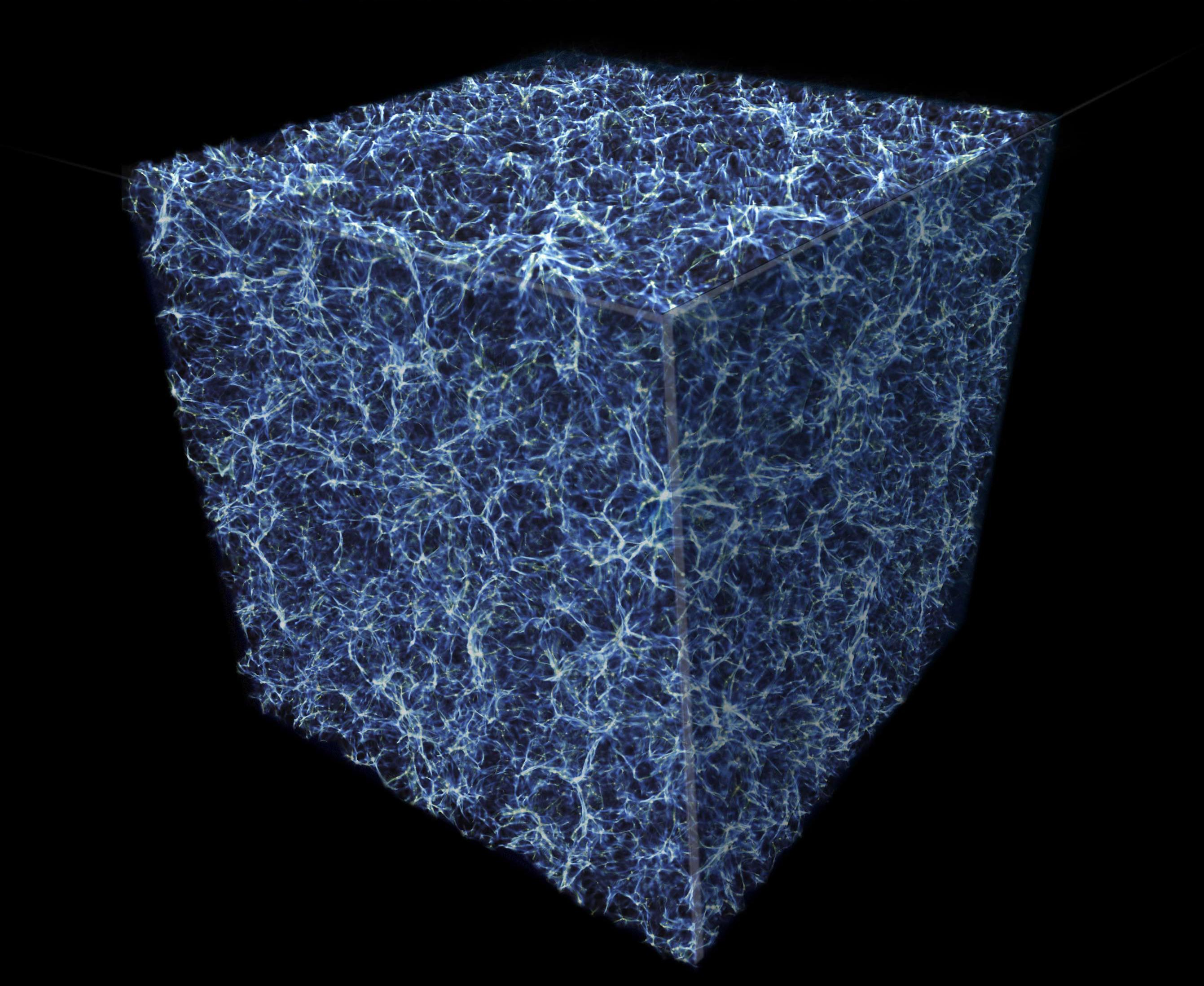
Representation des filaments cosmiques (vue d'artiste)

En cosmologie, un filament galactique est une structure en forme de fil composée de galaxies et/ou d'amas de galaxies.
Les filaments galactiques sont parmi les plus grandes structures de l'Univers, d'une longueur typique comprise entre 50 et 80 Mpc (163 à 261 millions d'années-lumière). Ils forment les frontières des grands vides et sont l'un des éléments de la toile cosmique.
Trois de ces filaments, découverts en 2006, sont alignés pour former la plus grande structure connue à ce jour.
Un filament de galaxies, ou filament intergalactique, est une structure tridimensionnelle. Il relie des groupes et des amas de galaxies,. Il affecte tant la formation et l'évolution des galaxies, que la distribution des galaxies satellites. Il est vraisemblable que près de la moitié {\displaystyle \left(\sim 40\,\%\right)} des galaxies sont situées dans des filaments,. Ceux-ci sont reliés entre eux en un réseau,. Un filament est caractérisé par sa longueur et son diamètre local.
Un filament galactique, ou filament interstellaire est l'analogue, au sein d'une galaxie, d'un filament intergalactique. La formation des étoiles se déroule au sein des filaments galactiques qui se composent de gaz, principalement d'hydrogène, et de poussières interstellaires, petites particules solides principalement constituées de carbone.

## Histoire

### Prédiction
L'existence des filaments a été prédite grâce au modèle d'effondrement gravitationnel d'anisotropies proposé par Iakov Zeldovitch (1914-1987) en 1970,.

### Observations
La découverte observationnelle des filaments de galaxies est attribuée à Valérie de Lapparent, Margaret J. Geller et John P. Huchra (1948-2010). Ils les ont observés avec le CfA Redshift Survey ; et ont publié leurs résultats en 1986,,,.
Leur prédécouverte observationnelle est attribuée à Riccardo Giovanelli (1946-2022) et Martha P. Haynes en 1982,. Antérieurement, seule l'observation de vides avait été rapportée.
L'existence des filaments de galaxies a été confirmée par des relevés ultérieurs : le SDSS en 2000, ; le 2dFGRS en 2003 ; le VVDS (en) en 2005 ; le 6dFGS (en) en 2009 ; le COSMOS en 2007, ; le GAMA (en) en 2011, ; le 2MASS en 2012 ; le VIPERS en 2014, ; le SAMI en 2015 ; et le DESI en 2024.

### Définition
Pour autant, au début des années 2020, la détection et la reconstruction des filaments restent difficiles et il n'existe pas d'unique définition normalisée des filaments. Parmi les multiples définitions alternatives des filaments, la plus commune est peut-être celle qui consiste à utiliser les valeurs propres d'une hessienne : elle permet de diviser les grandes structures en quatre classes — halos, murs, filaments et vides — en fonction du nombre de valeurs propres positives.
La matrice hessienne utilisée est celle du champ de densité. Elle s'écrit :
{\displaystyle H_{ij}=-{\frac {R_{\mathrm {s} }^{2}}{\rho _{\mathrm {mean} }}}{\frac {\partial ^{2}\rho _{\mathrm {s} }}{\partial x_{i}\partial x_{j}}}},
où :
- {\displaystyle \rho _{\mathrm {s} }} est le champ de densité, lissé par l'utilisation d'un filtre de Gauss,
- {\displaystyle R_{\mathrm {s} }} est la longueur du lissage,
- {\displaystyle \rho _{\mathrm {mean} }} est la densité moyenne,

et où le signe {\displaystyle -} assure que les valeurs propres positives (resp. négatives) indiquent l'effondrement (resp. l'expansion) de la matière.
Le classement est déterminé par le nombre de valeurs propres {\displaystyle \lambda } qui dépassent un certain seuil {\displaystyle \lambda _{\mathrm {th} }}. Ainsi, lorsque ce nombre est de 0, la structure est un vide ; lorsqu'il est de 1, c'est un feuillet ; lorsqu'il est de 2, c'est un filament ; et, lorsqu'il est de 3, c'est un nœud,.
La méthode fait intervenir le tenseur des déformations {\displaystyle T_{\alpha \beta }}, défini par la hessienne du potentiel gravitationnel {\displaystyle \phi } :
{\displaystyle T_{\alpha \beta }={\frac {\partial ^{2}\phi }{\partial r_{\alpha }\partial r_{\beta }}}}.
Le champ de densité de matière est supposé connu et est lissé sur une grille cartésienne.
Les valeurs propres du tenseur des déformations sont normalisées comme suit.
L'équation de Poisson peut s'écrire :
{\displaystyle \nabla ^{2}{\widetilde {\phi }}=4\pi G{\bar {\rho }}\delta ={\widetilde {\lambda }}_{1}+{\widetilde {\lambda }}_{2}+{\widetilde {\lambda }}_{3}},
avec :
- {\displaystyle 4\pi G{\bar {\rho }}={\frac {3}{2}}\Omega _{m}H_{0}^{2}}, où :
  - {\displaystyle \pi } est le nombre pi ;
  - {\displaystyle G} est la constante gravitationnelle ;
  - {\displaystyle {\bar {\rho }}} est la masse volumique moyenne de la matière dans l'Univers observable[27] ;
  - {\displaystyle \Omega _{m}} est le paramètre de densité associé à la matière[29] ;
  - {\displaystyle H_{0}} est la constante de Hubble[29] ;

et où :
- {\displaystyle \delta } est la surdensité locale de matière, avec[27] : {\displaystyle \delta ={\frac {\rho }{\bar {\rho }}}>1} ;
- {\displaystyle {\widetilde {\lambda }}_{1}}, {\displaystyle {\widetilde {\lambda }}_{2}} et {\displaystyle {\widetilde {\lambda }}_{3}} sont les trois valeurs propres du tenseur des déformations, avec[30] : {\displaystyle {\widetilde {\lambda }}_{1}\geq {\widetilde {\lambda }}_{2}\geq {\widetilde {\lambda }}_{3}}.

Le potentiel gravitationnel et les valeurs propres du tenseur des déformations peuvent être rééchelonnées en les divisant par {\displaystyle 4\pi G{\bar {\rho }}} :
{\displaystyle \nabla ^{2}\phi =\delta =\lambda _{1}+\lambda _{2}+\lambda _{3}}.
Les composantes du tenseur des contraintes étant homogènes à l'inverse du carré d'un temps, ses valeurs propres peuvent être associées à un temps d'effondrement.
Le modèle d'un effondrement gravitationnel d'une distribution à symétrie sphérique est utilisé pour obtenir une valeur de référence pour {\displaystyle \lambda _{\mathrm {th} }}. Le temps de chute libre {\displaystyle \tau _{\mathrm {ff} }} est relié à la densité locale par :
{\displaystyle \tau _{\mathrm {ff} }={\sqrt {\frac {3\pi }{32G\rho }}}}.
{\displaystyle \lambda _{\mathrm {th} }} est estimé en exigeant que le temps de chute libre soit égal à l'âge de l'Univers {\displaystyle \tau _{0}}. En substituant le temps de chute libre par l'âge de l'Univers, {\displaystyle \lambda _{\mathrm {th} }} est donnée par :
{\displaystyle 3\beta \left(\lambda _{i}\right){\widetilde {\lambda }}_{\mathrm {th} }={\frac {3\pi ^{2}}{8\tau _{0}^{2}}}-{\frac {3}{2}}\Omega _{m}H_{0}^{2}}
Elle est donnée par :
{\displaystyle \lambda _{\mathrm {th} }={\frac {1}{3\beta (\lambda _{i})}}\left[{\frac {\pi ^{2}}{4}}{\frac {1}{\Omega _{m}}}\left(\tau _{0}H_{0}\right)^{-2}-1\right]}.

## Liste de filaments galactiques connus
| Filaments                                    | Date | Distance approximative     | Dimension | Notes |
| -------------------------------------------- | ---- | -------------------------- | --------- | --- |
| Filament de la Chevelure de Bérénice         |      |                            |           | Le superamas de la Chevelure de Bérénice se trouve à l'intérieur du filament. Il fait partie du Grand Mur. |
| Filament Persée-Pégase                       | 1985 |                            |           | Connecté au complexe de superamas Poissons-Baleine, avec le superamas de Persée-Poissons.                  |
| Filament de la Grande Ourse                  |      |                            |           | Connecté à l'homoncule CfA. Une portion du filament forme une partie de la jambe de l'homoncule.           |
| Filament Lynx-Grande Ourse                   | 1999 | de 2 000 km/s à 8 000 km/s |           | Connecté au superamas Lynx-Grande Ourse.                                                                   |
| Filament autour du proto-amas ClG J2143-4423 | 2004 | z = 2.38                   | 110 Mpc   | Filament d'une longueur du Grand Mur découvert en 2004,.                                                   |
| Quipu                                        | 2025 |                            |           | |

## Carte des murs de galaxies situés à proximité de laVoie lactée

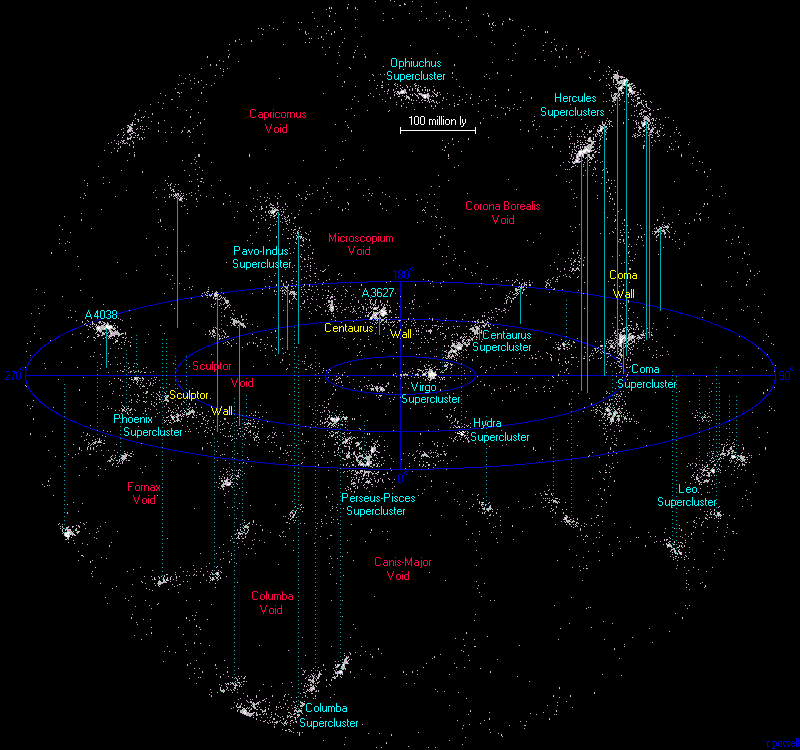
Image des murs de galaxies les plus proches de notre système solaire

Cette image montre des structures en forme de filament. L'image mesure près de 520 millions d'années-lumière de côté et son épaisseur est de 100 millions d'années-lumière. Les amas les plus proches de nous tels que ceux de la Chevelure de Bérénice, de la Vierge et de Persée sont identifiés dans l'image.